# Condizionale passato
Il condizionale passato è la forma composta del modo condizionale, il quale indica situazioni ed eventi considerati solo come potenziali e subordinati ad una condizione (al posto tuo avrei fatto diversamente). 
Viene chiamato anche condizionale composto, anche se la dicitura di condizionale passato è più corrente. 
Oltre ad indicare eventi non più possibili, nella lingua italiana, viene usato per indicare il futuro nel passato (immaginavi che avrei fatto diversamente?).

## Coniugazione del condizionale passato
Questa forma verbale si coniuga combinando le forme del condizionale presente degli ausiliari avere o essere con il participio passato del verbo in questione:
|                                                        | 1ª persona singolare io | 2ª persona singolare tu | 3ª persona singolare egli, ella | 1ª persona plurale noi | 2ª persona plurale voi | 3ª persona plurale essi, esse |
| (a) Verbi coniugati con l'ausiliare avere Es.: parlare | Avrei parlato           | avresti parlato         | avrebbe parlato                 | avremmo parlato        | avreste parlato        | avrebbero parlato             |
| (b) Verbi coniugati con l'ausiliare essere Es.: andare | Sarei andato/a          | saresti andato/a        | sarebbe andato/a                | saremmo andati/e       | sareste andati/e       | sarebbero andati/e            |

Per il resto, la coniugazione segue le particolarità del passato prossimo.

## Uso basilare del condizionale passato
La differenza tra il condizionale presente ed il condizionale passato viene illustrata, dalla grammatica tradizionale, seguendo criteri temporali. Secondo questa interpretazione, il condizionale esprimerebbe una possibilità passata, e in questo si distinguerebbe dal condizionale presente:
- con una vincita al lotto avrei comprato una barca ('in passato').
- con una vincita al lotto comprerei una barca ('non in passato').

Va però aggiunto che il condizionale passato può indicare un'azione non realizzabile anche nel futuro:
- il prossimo fine settimana avrei fatto volentieri un salto alla vostra festa, ma purtroppo ho da fare.

Per via di usi come quello appena illustrato, alcuni studiosi utilizzano semplicemente i nomi di condizionale semplice e condizionale composto preferendole a quelli tradizionali. Secondo questi studiosi, la differenza tra avrei comprato e comprerei sta nel fatto che mentre la prima forma indica un'eventualità non realizzata o non realizzabile, la seconda non ha la funzione di indicarne necessariamente l'impossibilità.
Sintetizzando, il condizionale passato indica un'eventualità la cui realizzazione non è più possibile al momento dell'enunciazione (avrei comprato una barca). La particolarità di indicare un evento che non può più realizzarsi è ben visibile nel periodo ipotetico dell'impossibilità al passato nella proposizione principale:
- se tu non avessi preso quell'appuntamento saremmo potuti andare a questa festa.

Nel periodo ipotetico, il posto del condizionale passato viene spesso preso, almeno nell'italiano colloquiale, dall'indicativo imperfetto:
- se tu non prendevi quell'appuntamento potevamo andare a questa festa,

o, talvolta, dal trapassato prossimo.

## Il condizionale passato come espressione del futuro nel passato
Oltre ad indicare eventi la cui realizzazione dipende da una determinata condizione, il condizionale passato è anche la forma più adatta ad indicare il futuro nel passato:
- Ieri era tardissimo, ma sapevo lo stesso che saresti venuto.

Le cose non sono state sempre così: infatti, in italiano antico si formava la costruzione con il condizionale presente (sapevo che verresti). Con il passare dei secoli (complice anche l'azione del purismo) il condizionale presente è stato soppiantato da quello passato. Le ragioni di questo fenomeno non sono mai state spiegate esaurientemente, ma sta di fatto che si tratta di una particolarità italiana che non trova corrispondenti nelle altre lingue romanze, che usano invece il condizionale presente.
La caratteristica di indicare il futuro nel passato è particolarmente evidente nelle regole della concordanza dei tempi, che regola la selezione del tempo nella proposizione subordinata; meno spesso il futuro nel passato viene espresso con l'uso del condizionale passato anche nella principale:
- Era tardissimo ma ero ottimista. Saresti venuto senz'altro e questo mi rassicurava.

Nell'italiano colloquiale, anche l'imperfetto può assumere, anche se in maniera meno specifica, la funzione di futuro nel passato:
- Sapevo che venivi.

Inoltre, anche le forme all'imperfetto del verbo dovere avrebbero la caratteristica di poter indicare il futuro nel passato.
- Lo sforzo del gruppo fu generoso, ma prima o poi la sconfitta doveva venire.

Si tratta di un fenomeno che si riscontra soprattutto negli enunciati più elaborati.

## Altri usi del condizionale passato
Per il resto, gli usi del condizionale passato ricalcano, con caratteristiche temporali (o aspettuali) proprie, quelli del condizionale presente. È chiaro che per ragioni logiche, non sarà possibile formulare un consiglio, dato che il momento dell'enunciazione è anteriore al momento di un ipotetico avvenimento. Neanche l'uso di cortesia, sporadicamente possibile, ha particolare importanza. Significativo è invece l'uso per indicare un'informazione di seconda mano, soprattutto se dubbia: Dopo una sparatoria, le truppe di X avrebbero lasciato la zona contesa alcune ore fa.

## Il condizionale passato in alcune lingue
La seguente tabella ripropone alcuni meccanismi di formazione:
| Italiano Condizionale passato | Francese Conditionnel passé | Spagnolo Condicional perfecto | Inglese Conditional perfect |
| ----------------------------- | --------------------------- | ----------------------------- | --------------------------- |
| io avrei cantato              | j'aurais chanté             | yo habría cantado             | I would have sung           |
| tu avresti cantato            | tu aurais chanté            | tú habrías cantado            | you would have sung         |
| egli avrebbe cantato          | il aurait chanté            | él habría cantado             | he would have sung          |
| noi avremmo cantato           | nous aurions chanté         | nosotros habríamos cantado    | we would have sung          |
| voi avreste cantato           | vous auriez chanté          | vosotros habríais cantado     | you would have sung         |
| essi avrebbero cantato        | ils auraient chanté         | ellos habrían cantado         | they would have sung        |

Tra le lingue ricordate, italiano è l'unica a usare la forma passata del condizionale per esprimere il futuro nel passato.
- Chi credeva che sarebbe successo per davvero?

Le forme di tutte le lingue si adattano però ad indicare una possibilità non più verificatasi. In francese avremo ad esempio:
- Si tu étais venu hier, j'aurais été content ('se ieri tu fossi venuto, sarei stato contento')
- Je serais venu volontiers, mais j'étais malade  ('sarei venuto a trovarti, ma ero malato').

In spagnolo il condizionale passato si otterrà, come tutti i tempi composti sempre con l'ausiliare haber ('avere'). Neanche i verbi riflessivi si sottraggono a questa regola:
- Si me hubieras hecho caso, no te habrías ido a esquiar y no te habrías roto la pierna ('se tu mi avessi dato retta, non saresti andato a sciare e non ti saresti rotto la gamba').
- Te habría visitado, pero no tuve tiempo ('Sarei venuto a trovarti, ma non ho avuto tempo').

In inglese si aggiungerà al condizionale presente di have (già composto con un ausiliare), il participio passato del verbo da coniugare. Ciò significa che il condizionale perfetto sarà composto da tre forme verbali:
- I would have set an extra place if I had known you were coming ('avrei aggiunto un posto a tavola, se avessi saputo che venivi').
- I would have set an extra place, but I did not because Mother said you were not coming ('avrei aggiunto un posto a tavola, ma la mamma ha detto che non venivi').

In tedesco, esiste in teoria una forma di condizionale passato, ottenuta con le forme coniugate del verbo ausiliare werden
Ich würde gesungen haben, du würdest gesungen haben, er würde gesungen haben,
wir würden gesungen haben, ihr würdet gesungen haben, sie würden gesungen haben.
In pratica, questa forma non viene usata dato che in accordo alle regole grammaticali, può essere sostituita dalla forma composta del Konjunktiv II, più semplice:
Ich hätte gesungen, du hättest gesungen, er hätte gesungen,
wir hätten gesungen, ihr hättet gesungen, sie hätten gesungen.
Avremo ad esempio nel periodo ipotetico irreale:
- Wenn du auf mich gehört hättest, wärest du nicht zum Skifahren gegangen und hättest dir nicht das Bein gebrochen ('se tu mi avessi dato retta, non saresti andato a sciare e non ti saresti rotto la gamba').

La medesima forma verbale, il Konjunktiv II, compare tanto nell'apodosi quanto nella protasi.